# 種のうた
「種のうた」（たねのうた）は、ストロベリー・フラワーの3枚目のシングル。2004年5月19日に東芝EMIから発売された。

## 解説
任天堂「ピクミン」の続編である「ピクミン2」のCMソング。同ゲームソフトのWii版「Wiiであそぶピクミン2」のCMソングとしても使われた。
「種のうた」は作曲家である中山晋平の童謡を原曲とし、それに合わせて同じ中山晋平が作曲した作品である「しゃぼん玉」がカップリングとして収録された。
音楽ゲーム『ドンキーコンガ2 ヒットソングパレード』にこの曲が収録されている。また、『大乱闘スマッシュブラザーズX』にて「愛のうた」と共にステージ曲として採用された。

## 収録曲
（全編曲：パパダイスケ）
1. 種のうた [2:07]
作詞：友妻タケシ、作曲：中山晋平
  - 童謡「こがね虫」を原曲とした替え歌。CMに使われた前半の歌詞ではピクミンの特徴が歌われている。
2. しゃぼん玉 [2:45]
作詞：野口雨情、作曲：中山晋平
3. 愛のうた Laugh Mix [3:12]
作詞・作曲：STRAWBERRY FLOWER
4. 種のうた (うたなし) [2:07]
5. 愛のうた Laugh Mix (うたなし) [3:11]
6. ニンテンドー ゲームキューブ用ソフト「ピクミン2」TVCM映像（1分49秒）